# Etoxilación

Etoxilación de diversos reactivos

La etoxilación o polietoxilación es un proceso industrial químico en el que se añade óxido de etileno (Nombre IUPAC,1,2-epoxietano) a alcoholes, aminas y fenoles para dar diferentes tensioactivos (mal llamados de la traducción literal del inglés, surfactantes). La invención del proceso se atribuye a Schöller y Wittwer de IG Farben. Los tensioactivos más comunes producidos por etoxilación incluyen etoxilados de alcoholes grasos y etoxisulfatos de alcohol como el SDS. Este proceso de etoxilación vuelve a los distintos alcoholes de cadena larga (insolubles en agua generalmente) en miscibles con el agua (y por tanto, más solubles). Un ejemplo es la etoxilación del alcohol láurico con 7 moles de óxido de etileno, que da como resultado el que se denomina como lauril alcohol etoxilado 7MOE (que sería el alcohol derivado del ácido láurico etoxilado con 7 Moles de Óxido de Etileno), un detergente y tensioactivo ampliamente usado como principio activo en lavarropa en polvo y líquido.

## Producción industrial
En una planta de etoxilación industrial, los materiales en crudo son calentados y alimentados a un reactor químico de acero inoxidable, en donde son mezclados con óxido de etileno e hidróxido de potasio (KOH), el cual actúa como catalizador. El reactor es presurizado con nitrógeno a una atmósfera de 5 bares y calentado a una temperatura de entre 80-150 °C. Un ejemplo de esta reacción con un alcohol de fórmula general ROH sería:
{\displaystyle \mathrm {ROH+OH^{-}\longrightarrow RO^{-}+H_{2}O} }
{\displaystyle \mathrm {RO^{-}+C_{2}H_{4}O\longrightarrow RO{\mathord {-}}C_{2}H_{4}O^{-}} }
{\displaystyle \mathrm {RO{\mathord {-}}C_{2}H_{4}O^{-}+C_{2}H_{4}O\longrightarrow R(O{\mathord {-}}C_{2}H_{4})_{2}O^{-}} }
{\displaystyle \mathrm {\longrightarrow \longrightarrow {\xrightarrow {+H^{+}}}RO(O{\mathord {-}}C_{2}H_{4})_{n}H} }
Como ecuación general quedaría:
{\displaystyle \mathrm {ROH+nC_{2}H_{4}O\longrightarrow RO(OC_{2}H_{4})_{n}H} }
La etoxilación de aminas para la adición de óxido de etileno al nitrógeno generalmente no necesita de ser catalizada, ya que el grupo amino es lo suficientemente nucleófilo.
La cantidad de óxido de etileno y el tiempo de reacción determina el grado de etoxilación (el valor de n en la ecuación anterior), que a su vez determina las propiedades tensioactivas del producto etoxilado. Tradicionalmente los alcoholes fueron obtenidos por hidrogenación de los ácidos grasos, pero en la actualidad la mayoría son "oxo-alcoholes", obtenidos a través de hidroformilación. 

## Aplicaciones
Los distintos productos etoxilados obtenidos de este modo se producen en gran escala, y se utilizan para diversos fines, por ejemplo: 
los etoxilados de alcoholes grasos, aceite de ricino, sorbitanos (derivados del sorbitol), alquilfenoles, aminas grasas o ácidos grasos se utilizan como tensioactivos no iónicos y como materias primas para agentes tensioactivos aniónicos. 
Se usan mucho como dispersantes los alcoholes grasos etoxilados o propoxilados (o tanto etoxilados como propoxilados en la misma molécula) entre otros usos. Un ejemplo de un alcohol graso polietoxilado sería el del siguiente ejemplo:
Se trata del alcohol láurico (alcohol graso derivado del ácido láurico) que ha sido polietoxilado en un proceso industrial conocido como etoxilación.
Por etoxilación catalizada por base de etanodiol (etilenglicol) o por polimerización por apertura de anillo de óxido de etileno con agua se obtienen distintos poliglicoles como el polietilenglicol, etc. Homólogos superiores se usan como lubricantes, para la fabricación de fluidos hidráulicos, o como aglutinantes.